# Len Jackson (Fußballspieler, 1922)
Leonard Wilfred „Len“ Jackson (* 6. September 1922 in Birmingham; † 14. Mai 1990 ebenda) war ein englischer Fußballspieler.

## Karriere
Jackson gehörte nach dem Zweiten Weltkrieg dem Aufgebot des Zweitdivisionärs Birmingham City an, dort war der Verteidiger aber auf Einsätze im Reserveteam beschränkt. Nachdem er am 1. Mai 1948 in einem Freundschaftsspiel mit dem Reserveteam gegen die Reservemannschaft von Northampton Town gespielt hatte (Endstand 4:3), wurde er bereits wenige Tage später vom in der Third Division South spielenden Klub verpflichtet; sein Abwehrkollege jener Partie, Jack Southam, folgte ein Jahr später nach.
Für Northampton kam er im Oktober 1948 in der Verteidigung an der Seite von Bill Barron zu zwei Ligaauftritten gegen den FC Aldershot (2:0) und Ipswich Town (1:1). In der Folge setzte Trainer Tom Smith und auch dessen Nachfolger Bob Dennison aber wieder auf Tom Smalley auf der rechten Verteidigerposition und Jackson verließ den Klub ohne weiteren Pflichtspielauftritt 1950 wieder.